# 瑟維斯 (密蘇里州)
瑟維斯（英語：Service）是位於美國密蘇里州克勞福德縣的非建制地區。

## 歷史
瑟維斯的郵局於1886年設立，其後於1896年停運。

## 地理
瑟維斯所處的海拔為高於海平面216米（即709英呎），而該地所採用的時區為UTC-6，即北美中部時區（CST）。同時該地設有夏令時間，為UTC-6調快一小時，即UTC-5（CDT）。